# Rawa Mekar Jaya (Sungai Apit)
Rawa Mekar Jaya is een bestuurslaag in het regentschap Siak van de provincie Riau, Indonesië. Rawa Mekar Jaya telt 679 inwoners (volkstelling 2010).